# Domokos Ferenc
Zalakapolcsi Domokos Ferenc (17. század közepe – Sümeg, 1708. december 25. vagy 26.) kuruc brigadéros.

## Családja
Dunántúli református köznemesi család sarja, Domokos Márton nagyvázsonyi kapitány és lukafalvi Zarka Anna fia. Név szerint nem ismert első feleségétől származott Sámuel nevű fia, aki a kuruc hadseregben őrnagyi rendfokozatig jutott előre.
1693-ban másodszor nősült: siskei Oroszy Annát (†1708. november végén), Oroszy Ádám (†kb. 1671) és Sándor Kata leányát, Tholdi Márton (†1685?) özvegyét vette feleségül. Tőle született Márton nevű fia, Debrecen későbbi neves főbírája.

## Élete
Az 1690-es években Vázsonykő várának vicekapitánya. 1704 januárjában csatlakozott a Károlyi Sándor vezette kurucokhoz, Bercsényi Miklós lovas ezereskapitánnyá nevezte ki. 1705 nyarától brigadéros, az év végétől már egy gyalogezredet is vezényelt. 1706–1707-ben várpalotai, 1708 tavaszától haláláig sümegi főkapitány. Nagyvázsonyban temették el.